# St. Margareta (Neunkirchen)

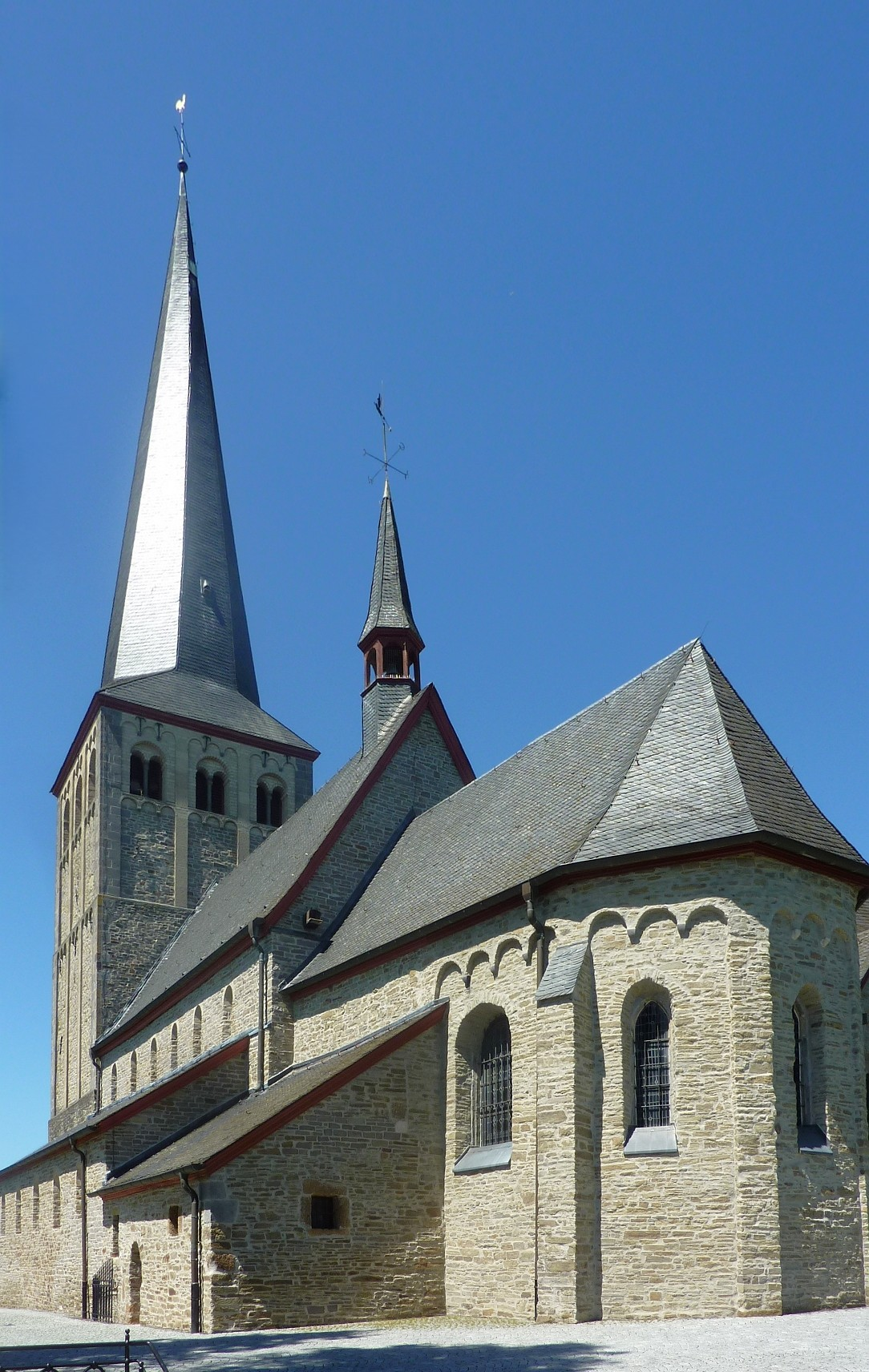
St. Margareta Neunkirchen-Ansicht von Osten

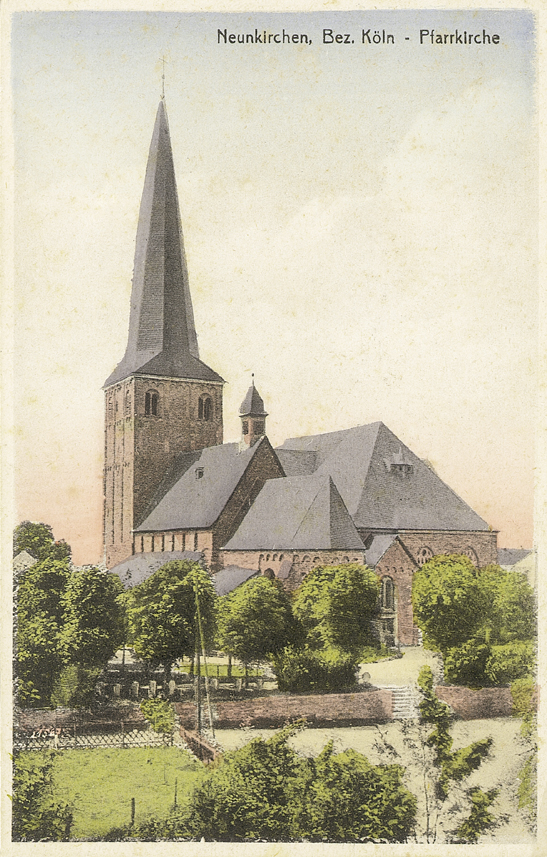
St. Margareta Neunkirchen-Ansicht von Osten (1914)

Die römisch-katholische Pfarrkirche St. Margareta in der Ortschaft Neunkirchen liegt in der Gemeinde Neunkirchen-Seelscheid im Rhein-Sieg-Kreis. Die apokalyptischen Wand- und Gewölbemalereien im alten romanischen Teil der Pfarrkirche haben überregionale Bedeutung.

## Lage
Das denkmalgeschützte Kirchengebäude steht auf einem von einer Mauer umgebenen aufgelassenen Friedhof mit Grabsteinen aus dem 17. und 18. Jahrhundert.

## Geschichte
Neunkirchen wird 1178 erstmals urkundlich erwähnt, als die Pfarrangehörigen des Kirchspiels Neunkirchen, die dem Stift St. Andreas in Köln zehntpflichtig waren, den Naturalzehnt durch eine jährliche Geldrente ablösten. Wahrscheinlich bestand bereits um die Mitte des 10. Jahrhunderts in Neunkirchen eine Pfarrkirche, als Erzbischof Brun von Köln den Zehnten zusammen mit der Gerichtsbarkeit in Glehn dem von ihm gegründeten Andreasstift übertrug.
Die Kirche wird 1308 im Liber valoris als Pfarrkirche zu „Nunkirgen“ genannt.
Im Jahre 1502 stiftete Herzog Wilhelm von Jülich-Berg auf den Liebfrauenaltar von St. Margareta drei Wochenmessen, für die er dem Zelebranten, einem Vikar, das „Glockamt“ in Verbindung mit dem Offermannsdienst übertrug. Das Andreasstift besaß 1550 die Kollatur, nach 1566 der Herzog von Jülich-Berg.
Im Jahre 1844 wurden die Orte Hochhausen, Pohlhausen, Wahn und Straßen umgepfarrt nach St. Mariä Geburt in Birk.
Die romanische Kirche blieb über Jahrhunderte hinweg erhalten und genügte den Bedürfnissen der Pfarrgemeinde, doch Ende des 19. Jahrhunderts war sie infolge einer starken Bevölkerungszunahme für die Gemeinde zu klein geworden. In den Jahren von 1913 bis 1915 wurde an das Kirchengebäude ein breiter neugotischer Erweiterungsbau angefügt.

## Baubeschreibung
Die heutige Kirche besteht aus zwei verschiedenen Bauteilen, einer romanischen, ehemals dreischiffigen Pfeilerbasilika, die von West nach Ost verläuft, und einem neugotischen Erweiterungsbau von 1913/15, der nach Norden hin ausgerichtet ist.

### Der romanische Bauteil
Die romanische, flachgedeckte Pfeilerbasilika mit kuppelgewölbtem Chorgeviert und vorgesetztem Westturm wurde in mehreren Bauphasen errichtet, worauf Anschlussfugen zwischen Chor und Langhaus sowie zwischen Westturm und Langhaus hinweisen. Dabei weisen das insgesamt unproportionale Erscheinungsbild des Baugefüges, die auffallende Breite des Mittelschiffs, eine leichte Achsverschiebung gegen den Westturm, die Unregelmäßigkeiten der Arkadenreihen sowie die verschiedene Breite der Seitenschiffe auf eine ältere, nachträglich erweiterte Saalkirche (10.–11. Jahrhundert) hin: Eine genauere Bodenuntersuchung des romanischen Baukörpers fehlt.

#### Choranlage

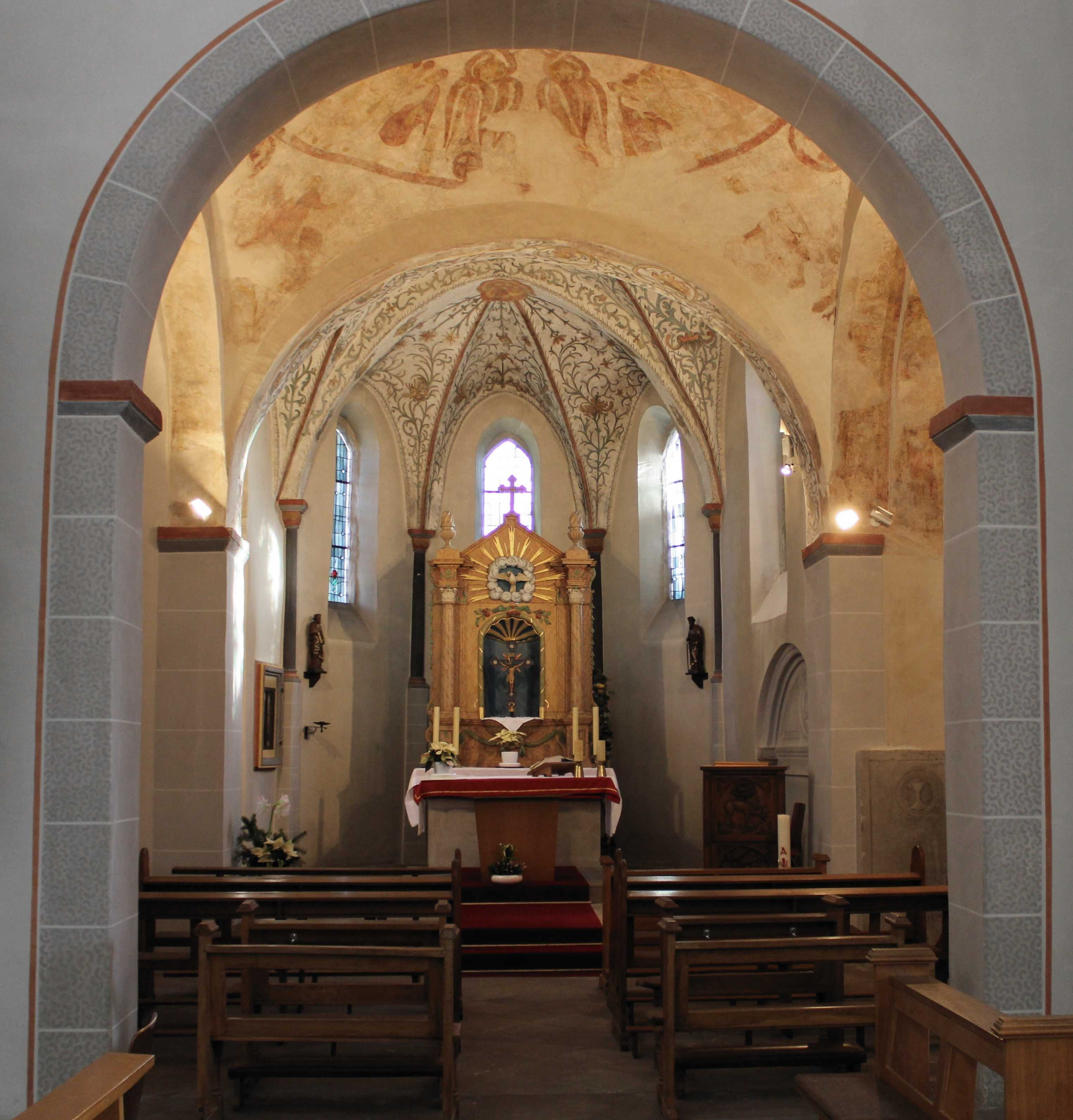
Blick in die Choranlage

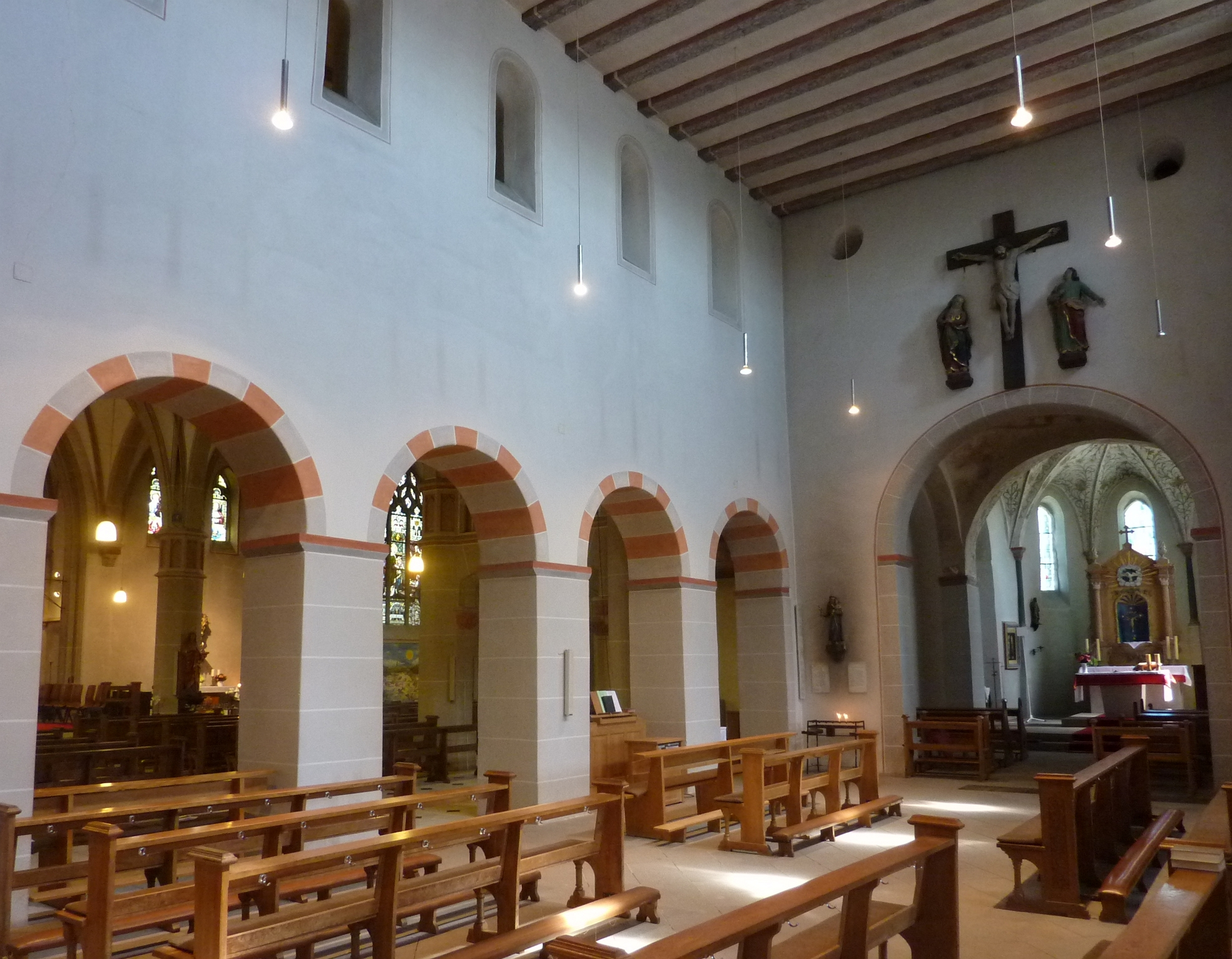
Blick in das romanische Langhaus, die Arkaden öffnen sich nicht mehr zum Seitenschiff, sondern neugotischen Erweiterungsbau

Die romanische Choranlage bestand ursprünglich aus einem reduzierten Dreikonchenchor mit flacher Hängekuppel über dem querrechteckigen Chorjoch, Querkonchen im Norden und Süden als Muldennischen in Mauerstärke und halbrunder Ostapsis. Das durch vier Pfeiler eingefasste Chorgeviert vermittelt den Eindruck eines Zentralbaus, der durch das auf Gurtbögen ruhende Kuppelgewölbe und die Wand- und Gewölbemalereien verstärkt wird. An der östlichen Giebelwand des Chorgevierts zeichnet sich noch die Dachlinie der ursprünglichen Apsis ab.
Um 1240 wurde die romanische Choranlage erweitert, indem die Halbkreisapsis durch ein zweites Chorjoch mit dreiseitigem Schluss und Nordchor ersetzt wurde. Diese spätromanische Chorerweiterung weist im Chorjoch ein Kreuzgratgewölbe und im östlichen Abschluss ein Dreikappengewölbe auf, das auf vier Ecksäulen, aus der romanischen Apsis wiederverwendet, mit hohen Sockelpfeilern, eckzierlosen Basen und Doppelschildkapitellen ruht. Die Gewölbefelder der spätromanischen Chorerweiterung sind flächenfüllend mit spätgotischem Diestelrankenwerk ausgemalt.
Während das romanische Chorjoch außen ungegliedert ist, weist die spätromanische Erweiterung an der südlichen Wand und der dreiseitigen Ostapsis flache Lisenen und Rundbogenfriese auf, fortgesetzt an der Ostseite des nördlichen Anbaus.

#### Langhaus
Die Saalkirche wurde im 12. Jahrhundert durch den Anbau von Seitenschiffen im Norden und Süden erweitert. Dabei sind an der Ostwand des Mittelschiffes über dem Triumphbogen noch die beiden Kreisfenster der Saalkirche erhalten.
Außen ist das Langhaus ungegliedert, während innen die Achsen der beiden Arkaden voneinander abweichen. Über den fünf Bögen befinden sich auf der südlichen Mittelschiffwand sechs Rundbogenfenster, von denen auf der Nordseite nach der neugotischen Erweiterung nur noch das westliche und östliche erhalten sind.
An der Südseite des romanischen Chorjoches wurde im 18. Jahrhundert in Verlängerung des südlichen Seitenschiffes eine Sakristei mit niedrigem Pultdach angebaut. Das Langhaus ist in allen Schiffen flachgedeckt, nur am Ostende des südlichen Seitenschiffes findet sich über einem Seitenaltar ein Kreuzgewölbe.
Bei der Restaurierung 1953/59 wurden im Südschiff anstelle der im 18. Jahrhundert eingesetzten barocken Stichbogenfenster kleine Rundbogenfenster eingebaut. Auch wurden die bei der Errichtung des Erweiterungsbaus beseitigten Arkaden der Nordseite rekonstruiert und die Flachdecken erneuert.

#### Westturm
Der mächtige fünfgeschossige Westturm aus unverputztem Bruchstein mit Eckquadern aus Andesit ist in den beiden Untergeschossen ungegliedert und in den drei Obergeschossen durch vertikal verlaufende Lisenen in drei Felder differenziert Rundbogenfriese, welche die Geschosse voneinander abheben. Im fünften Geschoss befindet sich in jedem der drei Felder ein rundbogiges Zwillingsfenster, das durch Mittelsäulchen aus Kalksinter mit Würfelkapitellen unterteilt ist. Das breite rundbogige Westportal des Untergeschosses ist dreifach getreppt mit eingestelltem Säulenpaar aus Andesit mit Würfelkapitellen. Nach dem Kirchturmbrand 1738 erhielt der Kirchturm 1750 einen hohen, pyramidenförmigen schiefergedeckten Turmhelm. Der ungegliederte Unterbau des Westturmes stammt im Kern vielleicht noch von einem Vorgängerbau des 11. Jahrhunderts, während die drei eingerückten Obergeschosse dem 12. Jahrhundert angehören.

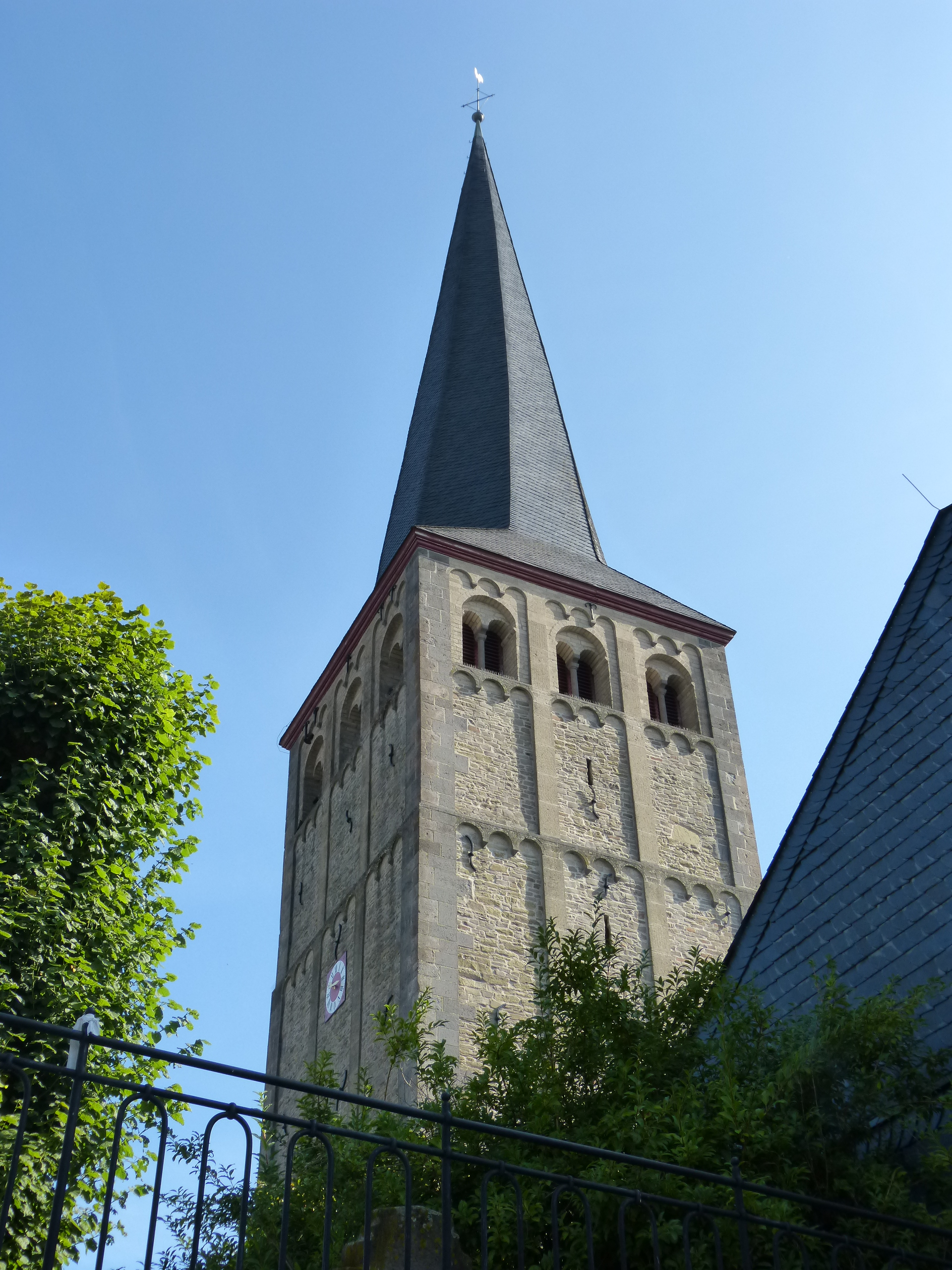
Der mächtige Westturm mit dem hohen Turmhelm

Innen hat der Turm in zwei Geschossen Kreuzgratgewölbe mit kantigen Schildbögen auf Eckpfeilern. Zwei tonnengewölbte Treppen mit nördlichem und südlichem Zugang in der Laibung des unteren Bogens führen zur Turmkapelle im Obergeschoss, die rundbogig zum Kirchenschiff hin geöffnet ist. Eine rechteckige Altarnische in der südlichen Laibung der oberen Bogenöffnung verweist auf eine ehemalige Nutzung des Obergeschosses als Kapelle.

#### Wand- und Gewölbemalereien

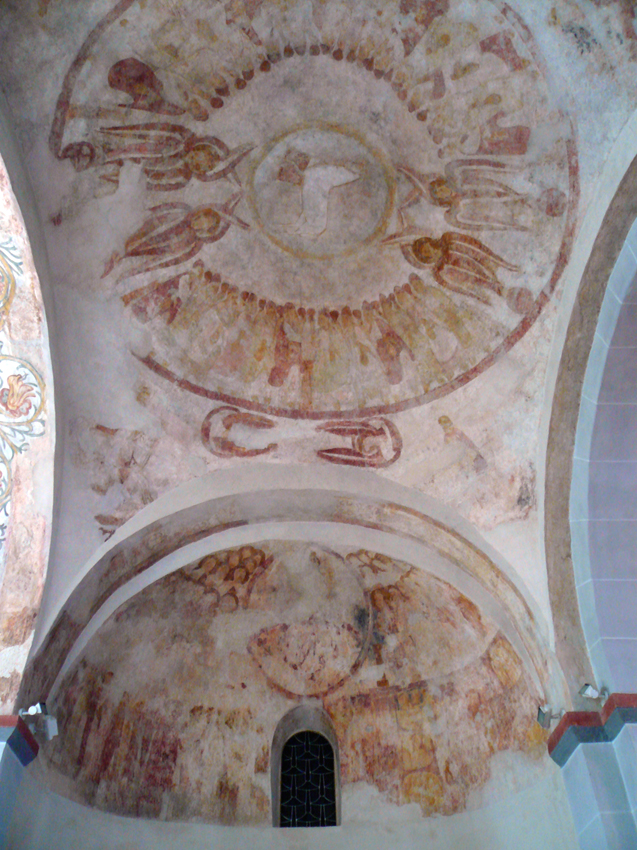
Die Wand- und Gewölbemalereien im romanischen Teil der Kirche

Im romanischen Chor wurden 1952/53 bei Instandsetzungsarbeiten Reste von Wand- und Gewölbemalereien aus der Mitte des 12. Jahrhunderts entdeckt und freigelegt. Anschließend wurden die noch vorhandenen Malereien mit Ockerlasur ergänzt. 1959 wurden die ergänzenden Lasuren im Auftrag des Landeskonservators wieder entfernt. In dem 1962 veröffentlichten Bericht zu den denkmalpflegerischen Maßnahmen wurden die Wand- und Gewölbemalereien erstmals genauer beschrieben und kunsthistorisch eingeordnet.
Bei den Malereien handelt es sich um Darstellungen zur Geheimen Offenbarung des Johannes, und zwar um die Anbetung des Lammes durch die vierundzwanzig Ältesten in der Hängekuppel über dem Chorgeviert und um die vier apokalyptischen Reiter in den Zwickeln der Kuppel sowie um das Jüngste Gericht in der Südnische.
Bei einer abermaligen Restaurierung zur Bestandssicherung 1996/97 entdeckte man bisher noch unbekannte Einzelheiten der apokalyptischen Illustrationen, so vor allem die vier Evangelistensymbole im Süden und Norden zwischen den Kuppelzwickeln, die sieben Augen und Hörner des apokalyptischen Lammes und den Zirkelpunkt in der Mitte der Kuppel, von dem aus die Radien für die kreisförmige Anordnung der Motive um das Lamm gezogen wurden.
Eine Besonderheit der Kuppelmalereien ist die Verknüpfung des apokalyptischen Lammes mit den vier Cherubim nach der Vision des Ezechiel, was einzigartig für die Monumentalmalerei nördlich der Alpen ist. Außergewöhnlich ist außerdem die Darstellung des Weltgerichts in der Südnische des einstigen Dreikonchenchores.
Die Kuppel- und Nischenmalereien weisen folgende Motive auf: Im Scheitel der Kuppel das Lamm Gottes, kreisförmig darum in vier Sechsergruppen angeordnet die vierundzwanzig Ältesten, die Lauten tragen und in erhobenen Händen Kelche darbringen; in der Ost-West-Achse die vier ezechielischen Cherubim auf einem Radkreuz stehend, die mit ihren Flügeln den Kreis um das Lamm berühren. In der Nord-Süd-Achse am Rande des äußeren Kreises die vier Evangelistensymbole; in den Zwickeln der Kuppel außerhalb des äußeren Kreises die vier apokalyptischen Reiter.
Die Darstellung der apokalyptischen Szene im Kuppelgemälde hat ikonografisch ihr Vorbild im karolingischen Kuppelmosaik der Aachener Pfalzkapelle, das ursprünglich ebenfalls die Anbetung des Lammes durch die vierundzwanzig Ältesten zeigte.
In der Südnische ist eine Weltgerichtsdarstellung nur noch in Bruchstücken erhalten: Christus von der Mandorla umgeben thront auf dem Regenbogen. Die Mandorla wird in den beiden oberen Dritteln von jeweils zwei Engelchören, in den beiden unteren Dritteln von jeweils sechs Aposteln flankiert, die auf der Thronbank sitzen, dabei Petrus unmittelbar zur Rechten und Paulus unmittelbar zur Linken Christi. Unterhalb der Majestas Domini finden sich beiderseits eines rundbogigen Fensters die fragmentarische Darstellung der zwölf Propheten und der Verdammten sowie der Seligen des Jüngsten Gerichtes.
Es kann davon ausgegangen werden, dass der Ausmalung des ehemaligen Dreikonchenchores ein einheitliches apokalyptisches Programm zugrunde lag, das alle gewölbten Teile des romanischen Chores umfasste.

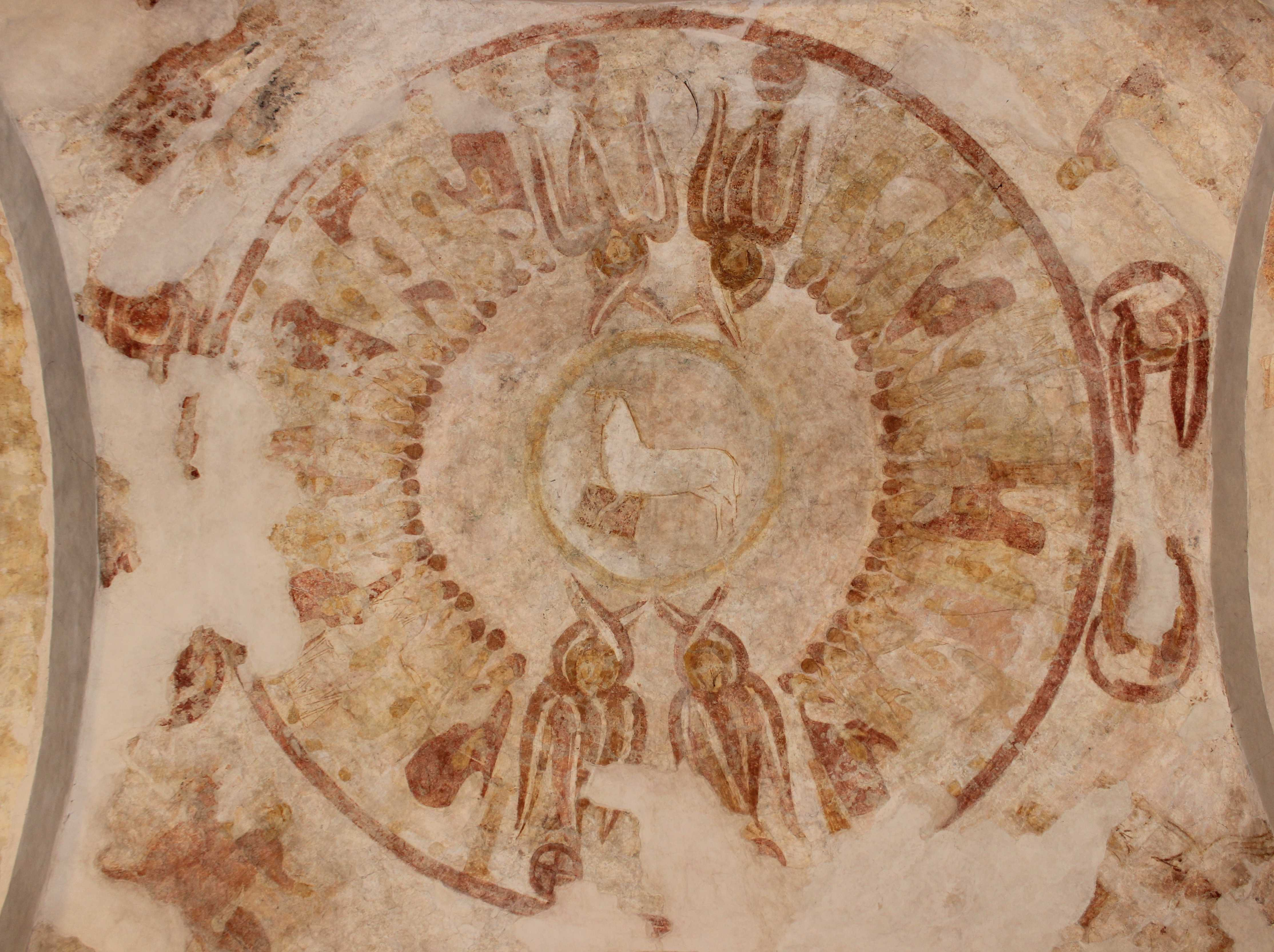
Kuppelmalereien-Gesamtansicht
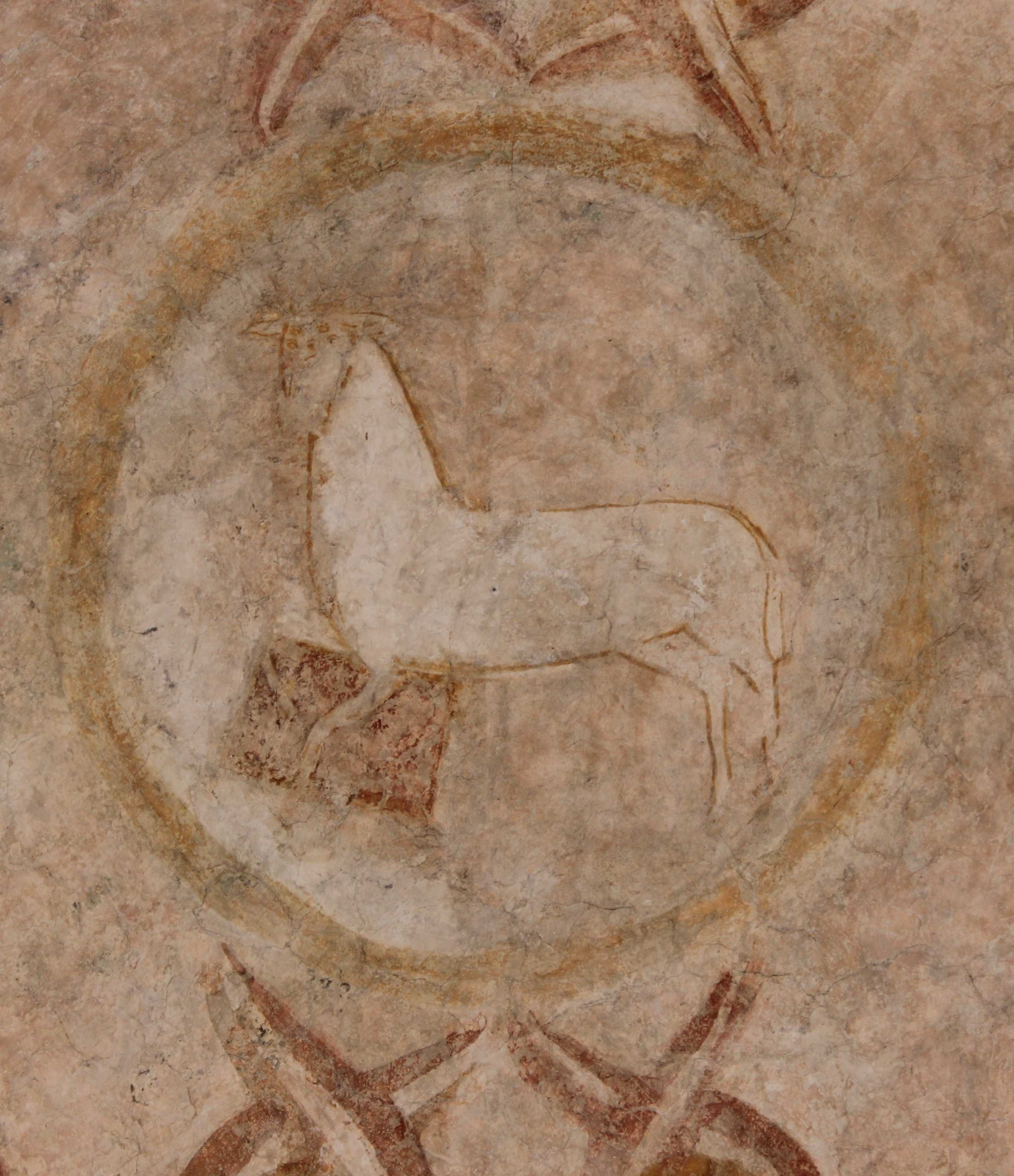
Kuppelmalereien-apokalyptisches Lamm
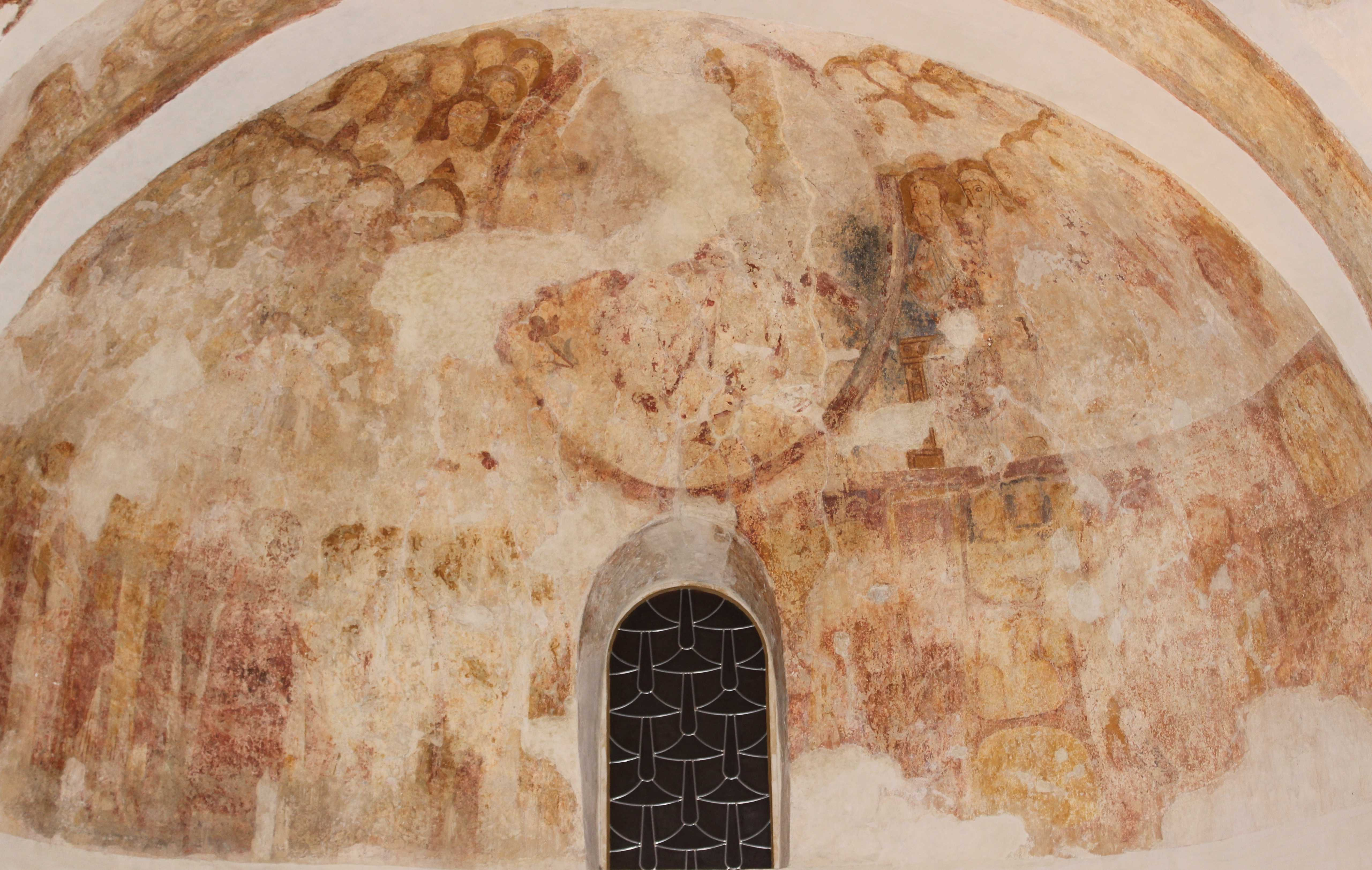
Nischenmalereien-Gesamtansicht
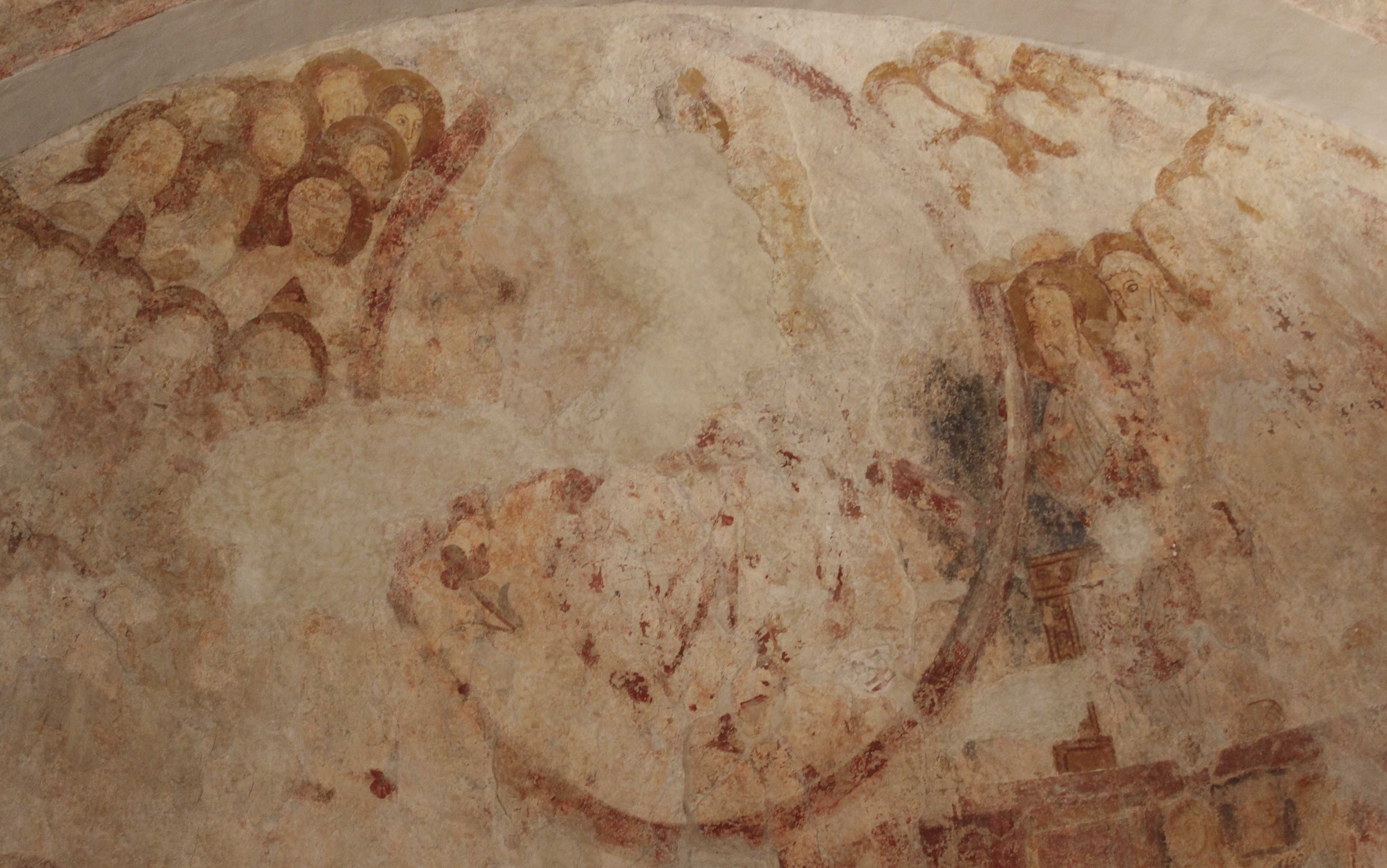
Nischenmalereien-Majestas Domini

### Der neugotische Erweiterungsbau

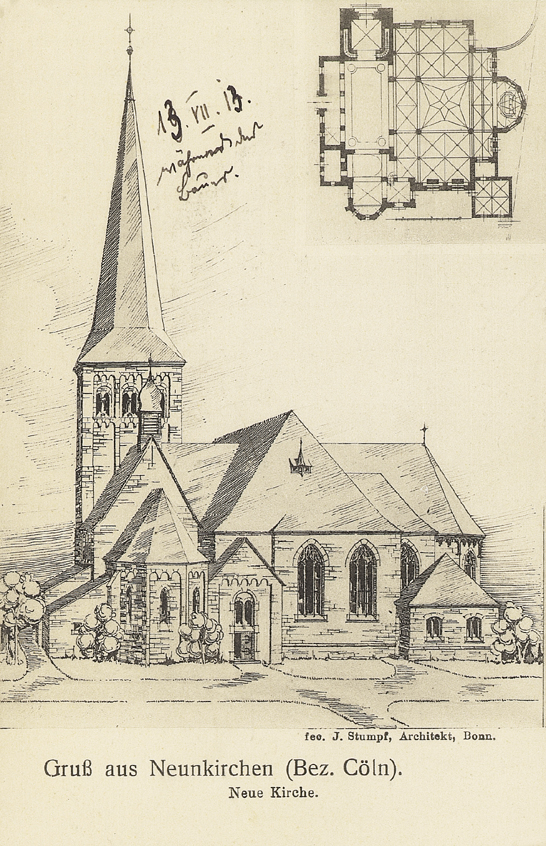
Plan und Ansicht neugotischer Erweiterungsbau des Architekten Stumpf (1913)

An die romanische Bruchsteinanlage mit vorgesetztem Westturm wurde 1913/15 nach Plänen des Bonner Architekten Jakob Stumpf ein nach Norden ausgerichteter breiter neugotischer Erweiterungsbau angefügt und das nördliche Seitenschiff abgebrochen. Zudem wurde der spätromanische Nordchor zur Eingangshalle umfunktioniert. Der an das alte Kirchenschiff angebaute Erweiterungsbau ist ein von Süd nach Nord verlaufender Querbau mit Chor im Norden und einem Walmdach. Unter dem Hauptgesims der Apsis verläuft ein spitzbogiger Fries.
Das Innere wird durch eine lichte und querrechteckige Halle bestimmt. Auf vier schlanken achteckigen Säulen in der Vierung ruht ein Sternengewölbe. Von den Säulen geht auch das Kreuzrippengewölbe ab, das an den Wänden auf Konsolen ruht. Den südlichen Säulen schließen sich gegen das Mittelschiff die von zusätzlichen kurzen Säulen getragenen Emporen an, eine für die Sänger, die andere für die Orgel.
Die Fenster des Erweiterungsbaus schuf die Firma Oidtmann aus Linnich. Im Chorzentrum befindet sich das Margaretenfenster mit einer Darstellung des Sieges der Märtyrerin über den Drachen.

## Ausstattung
Im spätromanischen Chor steht in der Muschelnische des hölzernen und marmorierend eingefassten Barockaltars eine Statue des heiligen Antonius, der ebenso wie der barocke Beichtstuhl in der Seitenkapelle des südlichen Seitenschiffes aus dem 1803 säkularisierten Kloster Heisterbach stammen. Auf der Triumphbogenwand befindet sich eine barocke Kreuzigungsgruppe mit Maria und Johannes zu Seiten des Gekreuzigten. Ein lebensgroßer Barockkruzifixus an der Nordwand der unteren Turmhalle beherrscht heute den kreuzgratgewölbten Eingangsbereich des romanischen Kirchenbaus.
An der Westwand des neugotischen Baus ist innen eine aus Trachyt gemeißelte Grabplatte eingemauert. Die Inschrift der in den vier Ecken mit Familienwappen versehenen Platte verweist auf den 1624 verstorbenen Ritter Heinrich von Meerscheid genannt Hillesheim zu Burg Dahl in Neunkirchen und dessen im gleichen Jahr verstorbenen Enkel Hans Wilhelm von Ossa.

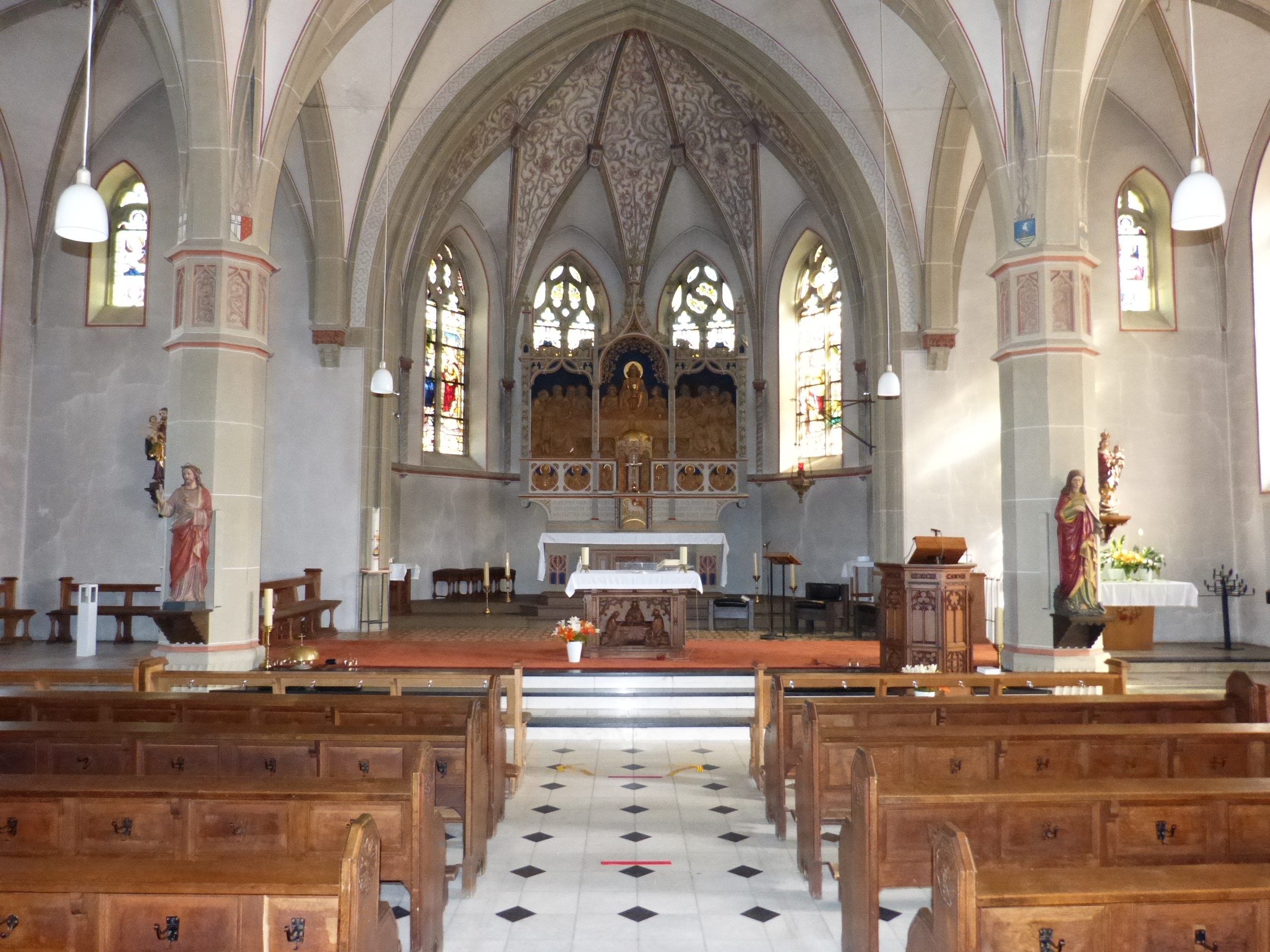
Blick in den neugotischen Erweiterungsbau

An der Südwand des romanischen Chorjoches wurde innen eine im Fußboden des alten Chores gefundene Grabplatte eingemauert. Die Reste der Inschrift sowie das eingemeißelte Wappen (Kleeblatt und zwei Fische) weisen darauf hin, dass es sich um die Grabplatte des von 1712 bis 1731 in Neunkirchen tätigen Pfarrers Franziskus Kleefisch handelt.

## Orgel

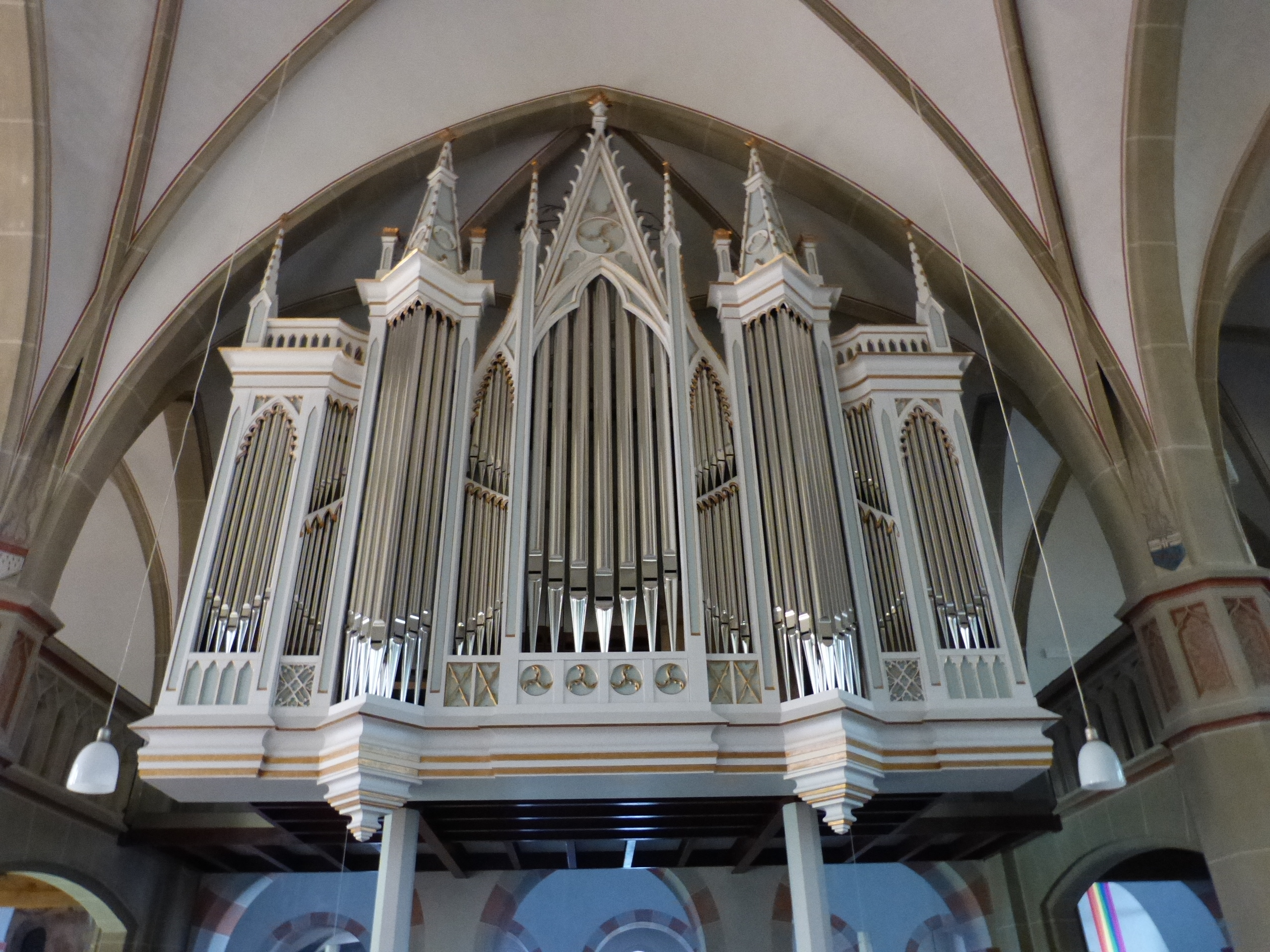
Die neue Orgel von 2018

1971 erwarb die Pfarrgemeinde eine Orgel aus einer Kirche in Tilburg. Es war eine neuwertige Orgel der niederländischen Orgelbaufirma Verschueren aus Heythuysen. Sie ersetzte die reparaturbedürftige Orgel der Orgelbauwerkstatt Ernst Seifert von 1949.
Doch knapp 50 Jahre später musste erneut eine neue Orgel angeschafft werden. Hierzu wurde eine gebrauchte Orgel erworben, die ursprünglich in der Cadbury Conert Hall in Bournville (Großbritannien) stand und von der Firma Walker & Sons erbaut wurde. Für Neunkirchen erfolgte ein technischer Neubau und Umbau des Instruments durch Orgelbauer Siegfried Merten aus Remagen. Der neugotische Orgelprospekt von 1912 wurde aus der Katharinenkirche in Asperen (Niederlande) erworben.
Die neue Orgel hat 38 Register und 1.840 Pfeifen und wurde am 25. Februar 2018 geweiht.

## Glocken
In der Glockenstube des Westturmes hängen fünf Glocken, die nach der Zerstörung der alten Glocken beim Brand des Kirchturmes im Jahre 1738 gegossen wurden. Die älteste ist die Margaretenglocke (23 Zentner schwer) von 1739, gegossen von Christian Wilhelm Voigt aus Dremmen. Die Donatusglocke (35 Zentner) und die Annaglocke (17 Zentner) wurden 1818 von den Gebrüdern Claren aus Sieglar gegossen. Nach der Requirierung 1942 wurden sie 1947 zurückgegeben. Die 1962 gegossenen Glocken, die Johannes-der-Täufer-Glocke (550 kg) und die Joseph-Glocke (400 kg), aus der Glockengießerei Mabilon in Saarburg wurden 1963 dem Geläut beigefügt. Eine kleine Marienglocke (60 kg) von 1962 ebenfalls aus der Gießerei Mabilon fand ihren Platz im restaurierten Dachreiter auf dem Mittelschiff der alten romanischen Kirche. Die Schlagtöne der Glocken sind: Donatus des‘, Margareta es‘, Anna f‘. Johannes d.T. as‘, Josef b‘ Maria as‘‘.
Somit ist der Bestand der Glocken nunmehr folgender:
| Glocke | Name      | Schlagton | Gewicht | Gießer            | Gussjahr | Ort        |
| 1      | Donatus   | des1      | 1750 kg | Claren, Sieglar   | 1818     | Kirchturm  |
| 2      | Margareta | es1       | 1150 kg | Voigt, Dremmen    | 1739     | Kirchturm  |
| 3      | Anna      | f1        | 850 kg  | Claren, Sieglar   | 1818     | Kirchturm  |
| 4      | Johannes  | as1       | 550 kg  | Mabilon, Saarburg | 1962     | Kirchturm  |
| 5      | Joseph    | b1        | 400 kg  | Mabilon, Saarburg | 1962     | Kirchturm  |
| 6      | Maria     | as2       | 60 kg   | Mabilon, Saarburg | 1962     | Dachreiter |